# مرقص حنا

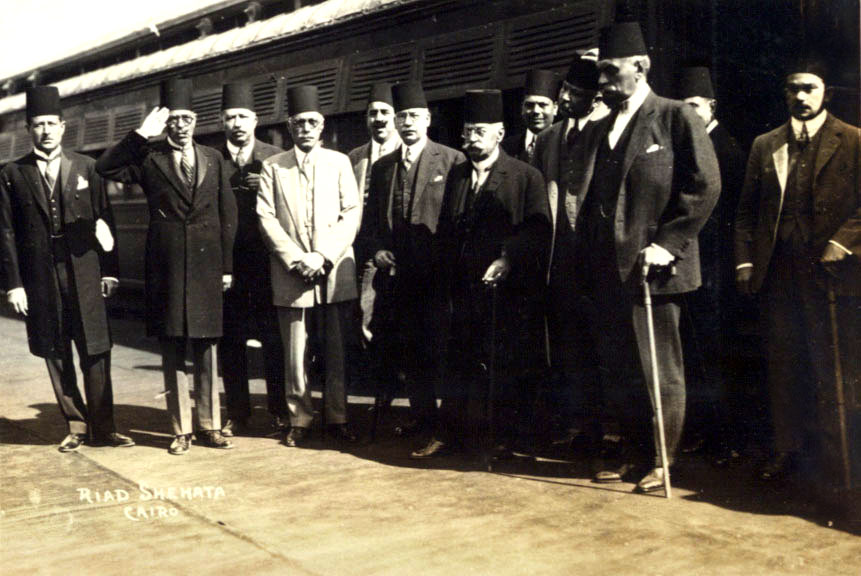
مرقص حنا باشا، الثالث من اليسار، أثناء افتتاح خط سكة حديد الأقصر ـ أسوان سنة 1926

مرقص حنا باشا (1872 - 1934)، سياسي مصري وفدي سابق، شغل عدة مناصب وزارية، من بينها وزارتا الأشغال والخارجية.

## تعليمه
حصل مرقص حنا على شهادة الحقوق من جامعة مونبلييه الفرنسية، ثم شهادة في العلوم الاقتصادية من جامعة باريس. ولدى عودته إلى مصر عين سنة 1891 وكيلًا للنائب العام، لكنه لم يلبث أن استقال سنة 1904 ليعمل بالمحاماة. كان عضوًا بالحزب الوطني، واهتم بالرد على الإنجليز عندما اتهموا مصطفى كامل بالتعصب الديني. كان من دعاة إنشاء الجامعة المصرية.

## نقابة المحامين
كان مرقص حنا عضوًا بأول مجلس لنقابة المحامين سنة 1912، ثم اختاره المحامون وكيلًا للنقابة سنة 1914، ثم اختير نقيبًا في 12 ديسمبر 1919، ليصير ثامن من شغلوا هذا المنصب، وليظل فيه أربع سنوات، ثم أعيد انتخابه في 18 ديسمبر 1925، وظل في منصبه هذه المرة عامًا واحدًا.

## الوفد المصري
في أبريل 1919، اختير مرقص حنا عضوًا بلجنة الوفد المركزية برئاسة محمود سليمان باشا، وفي أعقاب فشل مفاوضات عدلي في إنجلترا في ديسمبر 1921، نُفي سعد زغلول ورفاقه إلى جزيرة سيشل، ثم اعتقل الإنجليز قيادة الوفد الجديدة بالقاهرة، وهم حمد الباسل وويصا واصف ومرقص حنا وواصف بطرس غالي وعلوي الجزار وجورج خياط ومراد الشريعي، وأودعتهم ثكنات قصر النيل رهن التقديم لمحاكمة عسكرية بتهمة طبع منشورات تحض على كراهية واحتقار الحكومة المصرية، وصدر حكم المحكمة العسكرية على السبعة بالإعدام، ثم خُفف الحكم إلى السجن سبع سنوات وغرامة خمسة آلاف جنيه، ثم أفرجت عنهم سلطات الاحتلال بعد ثمانية أشهر قضوها في السجن.

## المناصب الوزارية
شغل حنا منصب وزير الأشغال في وزارة سعد زغلول في الفتر من 28 يناير إلى 24 نوفمبر 1924، ثم تولى وزارة الخارجية في وزارة عبد الخالق ثروت الثانية ينة 1927.